# Cheikh Touré
Cheikh Tidiane Touré (Dakar, 25 gennaio 1970) è un ex lunghista senegalese naturalizzato francese.

## Biografia
Nato in Senegal, Touré ha gareggiato per tutti gli anni novanta con la nazionale seniores alle principali manifestazioni intercontinentali, come la partecipazione ai Giochi olimpici di Atlanta 1996. Ha riportato, inoltre, una medaglia d'oro ai Giochi panafricani in Zimbabwe nel 1995 e le due medaglie d'oro consecutive ai Giochi della Francofonia.
Nel 1998, Touré ha ottenuto la cittadinanza francese ed ha preso parte alla sua seconda Olimpiade a Sydney 2000, prima di ritirarsi dall'attività agonistica nel 2003.
Touré ha stabilito nel 1997 il record africano del salto in lungo rimasto imbattuto per circa 12 anni. La misura è l'attuale record nazionale del Senegal.

## Record nazionali
- Salto in lungo: 8,46 m ( Bad Langensalza, 15 giugno 1997)

## Palmarès
| Anno                            | Manifestazione           | Sede         | Evento         | Risultato | Prestazione | Note |
| ------------------------------- | ------------------------ | ------------ | -------------- | --------- | ----------- | ---- |
| In rappresentanza del Senegal   |                          |              |                |           |             |      |
| 1988                            | Mondiali U20             | Sudbury      | Salto in lungo | 33º (q)   | 6,49 m      |      |
| 1994                            | Giochi della Francofonia | Bondoufle    | Salto in lungo | Oro       | 8,06 m      |      |
| 1995                            | Mondiali indoor          | Barcellona   | Salto in lungo | Finale    | nm          |      |
| 1995                            | Mondiali                 | Göteborg     | Salto in lungo | 18º (q)   | 7,85 m      |      |
| 1995                            | Giochi panafricani       | Harare       | Salto in lungo | Oro       | 8,10 m      |      |
| 1996                            | Campionati africani      | Yaoundé      | Salto in lungo | Argento   | 7,79 m      |      |
| 1996                            | Giochi olimpici          | Atlanta      | Salto in lungo | 16º (q)   | 7,91 m      |      |
| 1997                            | Mondiali indoor          | Parigi       | Salto in lungo | 14º (q)   | 7,84 m      |      |
| 1997                            | Mondiali                 | Atene        | Salto in lungo | 7º        | 7,98 m      |      |
| 1997                            | Giochi della Francofonia | Antananarivo | Salto in lungo | Oro       | 8,19 m      |      |
| In rappresentanza della Francia |                          |              |                |           |             |      |
| 1999                            | Mondiali indoor          | Siviglia     | Salto in lungo | 23º (q)   | 7,76 m      |      |
| 2000                            | Giochi olimpici          | Sydney       | Salto in lungo | 20º (q)   | 7,87 m      |      |
| 2001                            | Giochi del Mediterraneo  | Radès        | Salto in lungo | 6º        | 7,76 m      |      |